# Saxifrage
Saxifraga
Ne pas confondre avec Saxifrage, une revue à tirage limité diffusant les idées d'artistes contemporains et de poètes dans les années 1990.
Genre
Classification phylogénétique
Les Saxifrages , passe-pierre ou perce-pierre, sont des plantes herbacées vivaces de la famille des Saxifragacées appartenant au genre Saxifraga.
Le mot saxifrage vient du latin saxifraga, composé de saxum, le rocher et frangere, briser. Ces plantes rupicoles sont en effet connues pour leur capacité à s'installer dans des fissures de rochers. Elles se font d'ailleurs parfois appeler Casse-pierre ou Perce-pierre.
Le genre Saxifraga comprend environ 440 espèces de vivaces, d'annuelles, plus rarement de bisannuelles.
Très variables dans leur port, les Saxifrages produisent, dans la plupart des différentes espèces, des fleurs étoilées. Quelques espèces comme Saxifraga bulbifera L. et Saxifraga cernua L. produisent des bulbilles qui assurent une multiplication végétative.

## Habitats
Les saxifrages poussent principalement dans les régions tempérées des zones géographiques de hautes latitudes ou dans la zone alpine ou à climat similaire.
Le Saxifrage à feuilles opposées (Saxifraga oppositifolia) a la particularité d'être une des plantes à fleurs à pousser aux plus hautes altitudes en Europe (découverte à plus de 4 505 m en Suisse, et à 4 070 m en France dans le massif des Écrins,), et également une des plantes à fleurs les plus septentrionales du monde (on la retrouve sur l'île de Kaffeklubben au nord du Groenland,,).

## Principales espèces
- Saxifraga adscendens L.

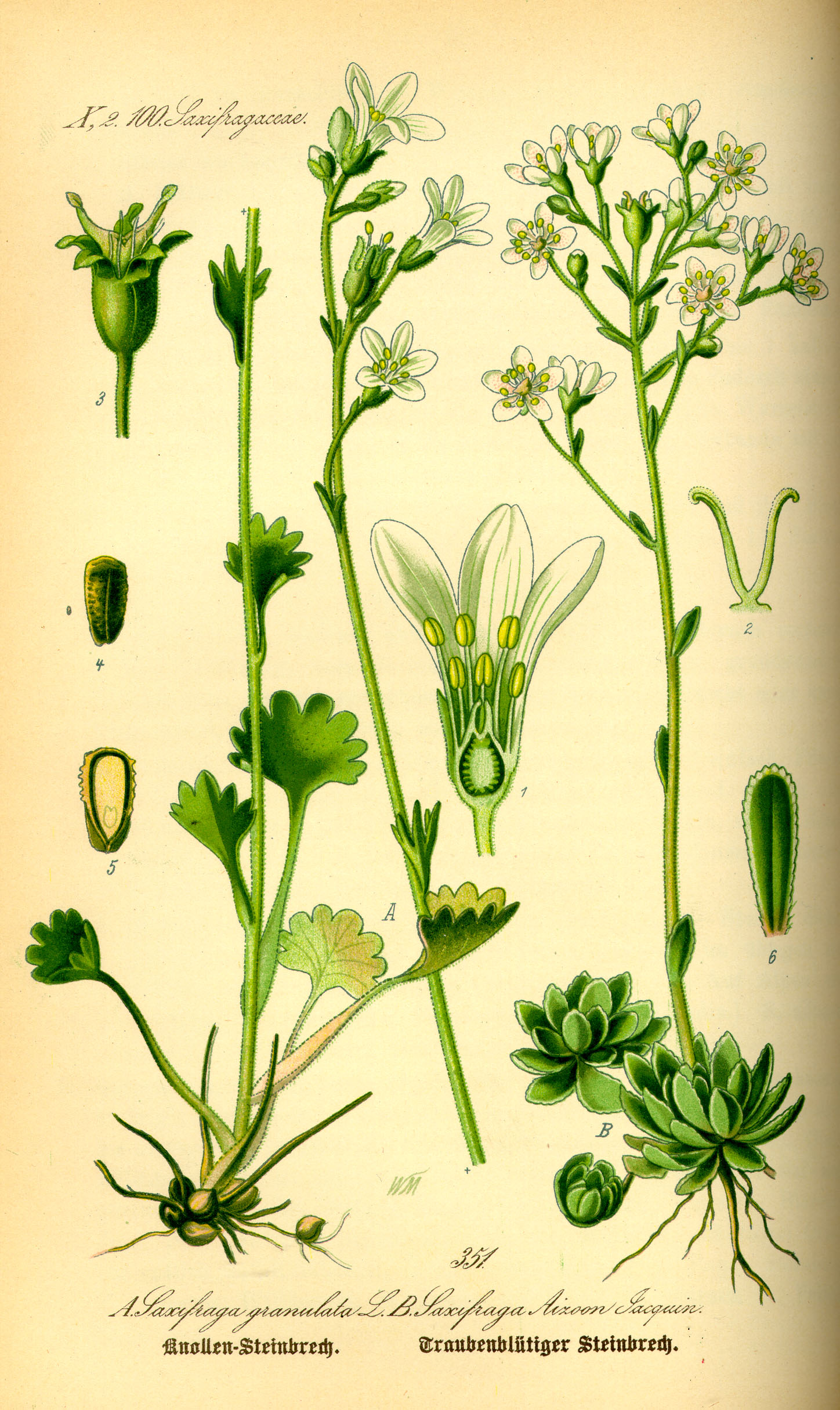
Illustration de deux saxifrages :
à gauche Saxifraga granulata
à droite Saxifraga paniculata.

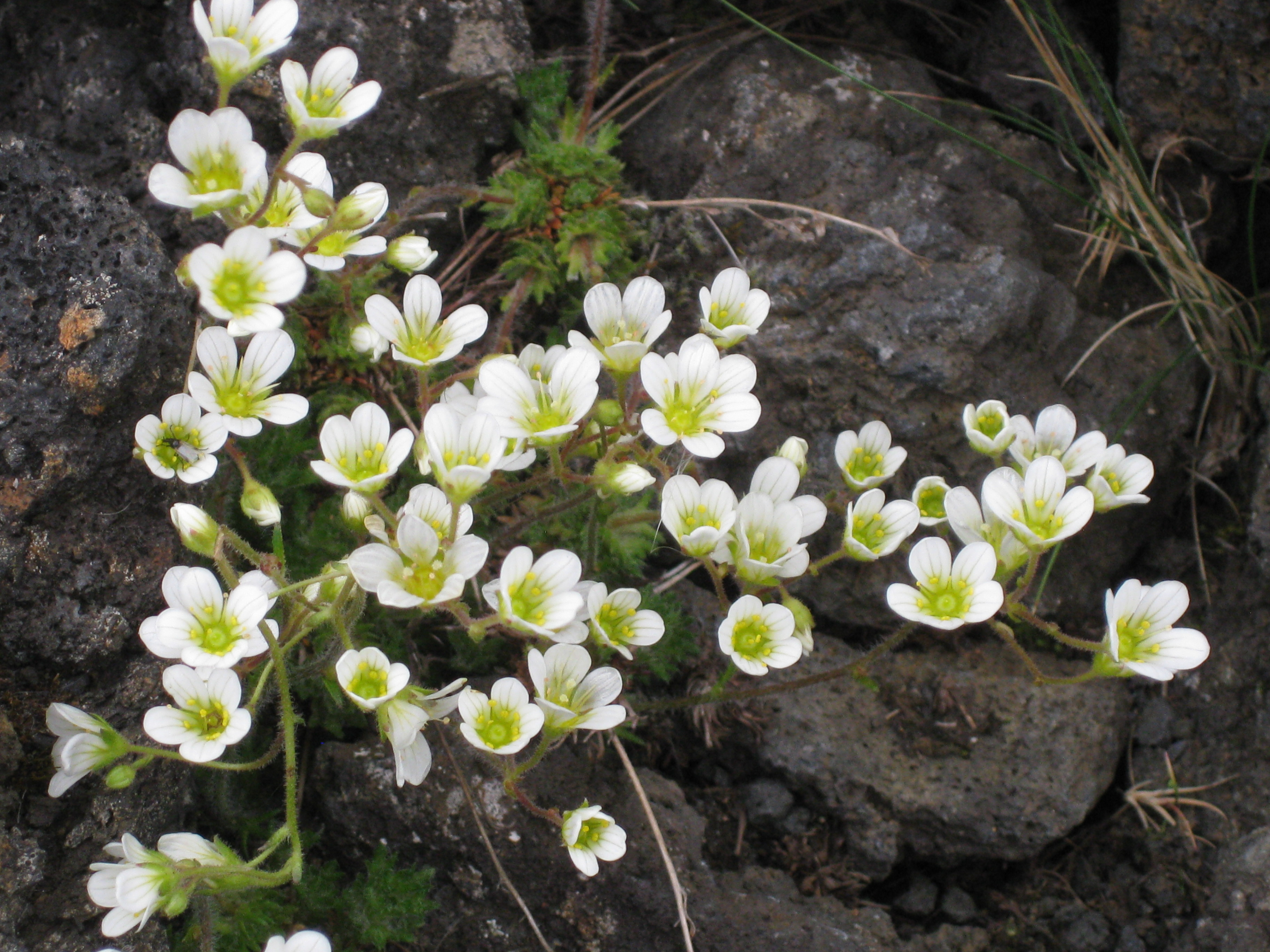
Saxifraga rosacea en Islande.

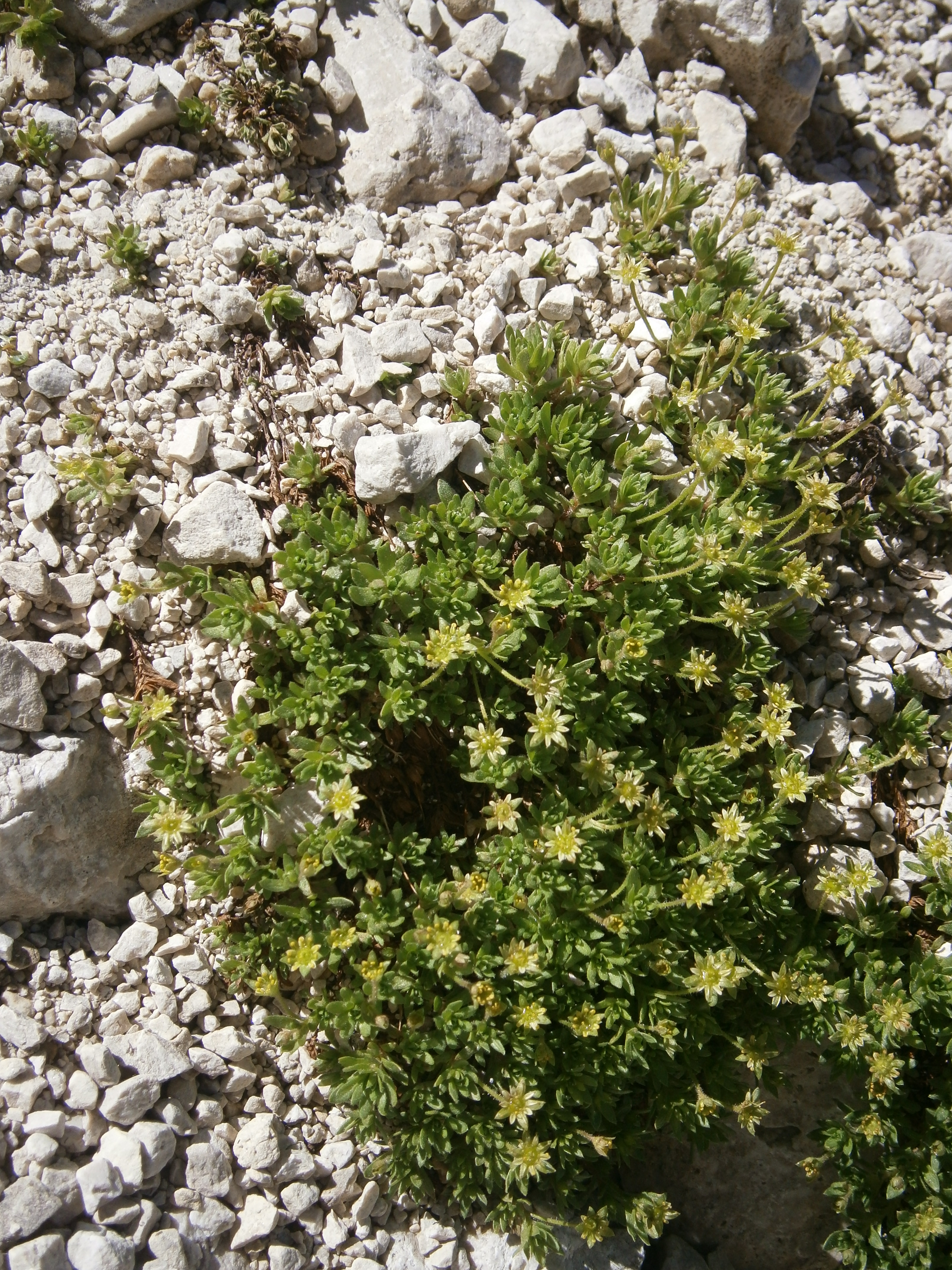
Saxifraga sedoides dans les Dolomites.

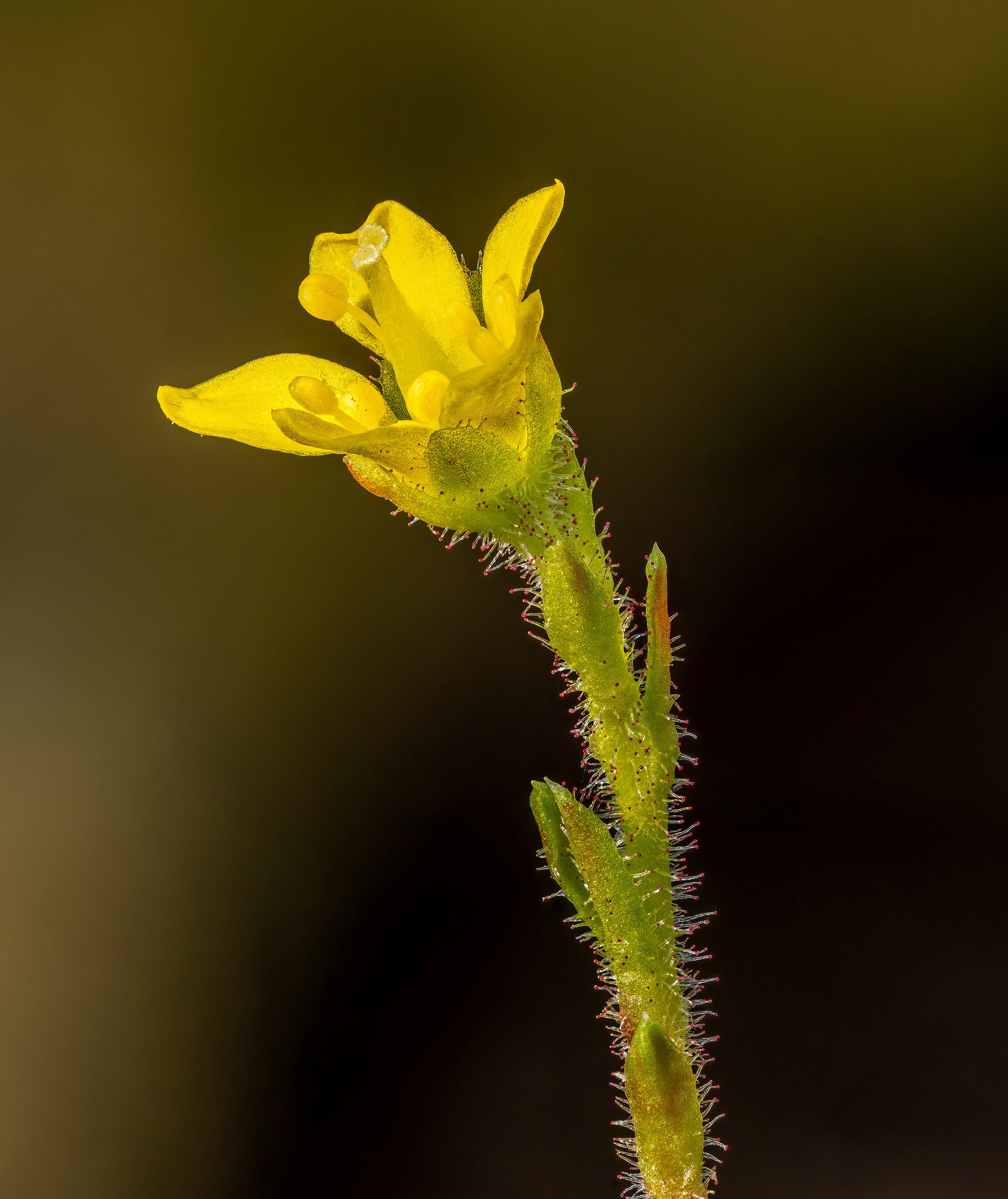
Fleur d'une saxifrage, en Allemagne.

- Saxifraga aquatica Lapeyr. - Saxifrage aquatique
- Saxifraga aizoides L. - Saxifrage faux Orpin
- Saxifraga aleutica Hultén
- Saxifraga androsacea L. - Saxifrage fausse Androsace
- Saxifraga apetala Piper
- Saxifraga aprica Greene
- Saxifraga biflora All. - Saxifrage à deux fleurs
- Saxifraga bronchialis L.
- Saxifraga bryoides L. - Saxifrage d'Auvergne
- Saxifraga bryophora Gray
- Saxifraga caesia L.
- Saxifraga californica Greene
- Saxifraga callosa Sm. - Saxifrage à feuilles en languette
- Saxifraga calycina Sternb.
- Saxifraga careyana Gray
- Saxifraga caroliniana Gray
- Saxifraga cernua L.
- Saxifraga cespitosa L.
- Saxifraga chrysantha Gray
- Saxifraga cochlearis Rchb. - Saxifrage cochléaire
- Saxifraga cotyledon L.
- Saxifraga davurica Willd.
- Saxifraga diapensoides (ou fausse diapensie)
- Saxifraga eriophora S.Wats.
- Saxifraga eschscholtzii Sternb.
- Saxifraga exarata Vill. - Saxifrage sillonnée
- Saxifraga ferruginea Graham
- Saxifraga flagellaris Willd. ex Sternb.
- Saxifraga florulenta Moretti. - Saxifrage à nombreuses fleurs
- Saxifraga foliolosa R. Br.
- Saxifraga gaspensis Fern.
- Saxifraga geranioides L. - Saxifrage faux géranium
- Saxifraga gormanii Suksdorf
- Saxifraga granulata L. - Saxifrage granulée
- Saxifraga hieraciifolia Waldst. & Kit. ex Willd.
- Saxifraga hirculus L.
- Saxifraga hirsuta L.
- Saxifraga hitchcockiana Elvander
- Saxifraga hostii Tausch - Saxifrage de Host
- Saxifraga howellii Greene
- Saxifraga hyperborea R.Br.
- Saxifraga hypnoides L.
- Saxifraga idahoensis Piper
- Saxifraga integrifolia Hook.
- Saxifraga longifolia Lapeyr. - Saxifrage des Pyrénées
- Saxifraga lyallii Engl.
- Saxifraga maderensis  D.Don
- Saxifraga magellanica
- Saxifraga marshallii Greene
- Saxifraga mertensiana Bong.
- Saxifraga michauxii Britt.
- Saxifraga micranthidifolia (Haw.) Steud.
- Saxifraga moschata Wulfen - Saxifrage musquée
- Saxifraga nathorstii (Dusen) Hayek
- Saxifraga nelsoniana D.Don
- Saxifraga nidifica Greene
- Saxifraga nivalis L. - Saxifrage des neiges
- Saxifraga nudicaulis D.Don
- Saxifraga nuttallii Small
- Saxifraga occidentalis S. Wats.
- Saxifraga odontoloma Piper
- Saxifraga oppositifolia L. - Saxifrage à feuilles opposées
- Saxifraga oregana T.J.Howell
- Saxifraga palmeri Bush
- Saxifraga paniculata Mill. - Saxifrage paniculée
- Saxifraga pensylvanica L.
- Saxifraga pickeringii C. Simon
- Saxifraga platysepala (Trautv.) Tolm.
- Saxifraga portosanctana Boiss.
- Saxifraga razshivinii Rhmylev
- Saxifraga redofskii M.F.Adams
- Saxifraga reflexa Hook.
- Saxifraga rhomboidea Greene
- Saxifraga rivularis L.
- Saxifraga rosacea Moench
- Saxifraga rotundifolia L. - Saxifrage à feuilles rondes
- Saxifraga rufidula (Small) Macoun
- Saxifraga rufopilosa (Hultén) Porsild
- Saxifraga sedoides L.
- Saxifraga seguieri Spreng. - Saxifrage de Séguier
- Saxifraga serpyllifolia Pursh
- Saxifraga sibirica L.
- Saxifraga sibthorpii Boiss.
- Saxifraga spicata D. Don
- Saxifraga stellaris L. - Saxifrage étoilée
- Saxifraga stolonifera Meerb. - Saxifrage stolonifère
- Saxifraga subapetala E.Nels.
- Saxifraga taylorii Calder & Savile
- Saxifraga tempestiva Elvander & Denton
- Saxifraga tenella Wulfen
- Saxifraga tenuis (Wahlenb.) H.Sm. ex Lindm.
- Saxifraga texana Buckl.
- Saxifraga tischii Skelly
- Saxifraga tolmiei Torr. & Gray
- Saxifraga tricuspidata Rottb.
- Saxifraga tridactylites L. - Saxifrage à trois doigts
- Saxifraga umbrosa L. - Saxifrage ombreuse ou « Désespoir du peintre »
- Saxifraga valdensis  DC.
- Saxifraga virginiensis Michx.

## Évocations dans la littérature
« Fureur et mystère tour à tour le séduisirent et le consumèrent. Puis vint l'année qui acheva son agonie de saxifrage »

— René Char, extrait de Seuls demeurent

« Illusoirement, je suis à la fois dans mon âme et hors d’elle, loin devant la vitre et contre la vitre, saxifrage éclaté. »

— René Char, extrait du Poème pulvérisé

« La volonté de vivre est pareille à la saxifrage : elle contourne le roc qui s’oppose à sa progression, elle l’entoure, découvre la faille, s’y glisse et lentement le brise. »

— Raoul Vaneigem, extrait de Ni pardon ni talion

« S’approchant d’un mur peu élevé, il me montra de petites fleurs blanches semblables à des lys en miniature et, prenant une de ces fleurs, il me la donna, m’expliquant avec quel soin le Bon Dieu l’avait fait naître et l’avait conservée jusqu’à ce jour »

— Sainte Thérèse de Lisieux, extrait d’Histoire d’une âme, à propos de la saxifrage donnée par son père le jour où elle lui annonce son entrée au carmel de Lisieux.
Dans la trilogie martienne de Kim Stanley Robinson, l'un des principaux protagonistes s'appelle Saxifrage Russell.

« Mes doigts étaient au loin des saxifrages dans une carrière. Mon genou réfléchissait de la lumière, réfractait des rayons, faisait sauter des copeaux de soleil comme une gemme. »

— Blaise Cendrars, extrait de Moravagine